# Gallai Nándor
Gallai Nándor névváltozata: Gallay, született Gans Nándor (Budapest, 1895. december 18. – Róma, 1980 körül) magyar színész.

## Élete
Gans Ferenc (1867–1927) cipészmester és Grünwald Regina gyermekeként született. Iskoláit Budapesten végezte. Rákosi Szidi színésziskoláját látogatta, majd a Kisfaludy Színházhoz szerződött. 1913-tól a Budapesti Színház, majd 1916-tól a Kristálypalota tagja lett. Onnan a Blaha Lujza Színházhoz hívták meg. 1926-ban a Király Színház tagja volt. Ezután felváltva működött a Royal Orfeumban, a Városi Színházban és a Budai Színkörben. Gallai mint táncos-színész igen ismert nevet vívott ki a fővárosban. 1938-ban külföldi turnéra indult, lányával különböző varietészínpadokon léptek fel „2 Gallais” néven.
Felesége Beregi Kató (született Fortelka Katalin) táncosnő volt, akivel 1919. április 8-án Budapesten, a Terézvárosban kötött házasságot. Gyermekük: Gallai Kató.

## Főbb munkái

### Filmszerepei
- Nyomozom a detektívet (1921, szkeccs)
- Mozibolond (1922, szkeccs) – Pimpó, könyvügynök
- A királyné huszárja (1935) – Franzi, inas

### Rendezőként
- Drótostót (1918, szkeccs Forgács Antallal és Harmath Imrével)